# جورج ویلیام نوریس
جورج ویلیام نوریس (به انگلیسی: George William Norris) سناتور سابق عضو حزب جمهوری‌خواه ایالات متحده آمریکا بود. وی در سال ۱۹۱۳ تا ۱۹۳۶ و ۱۹۳۶ تا ۱۹۴۳ میلادی سناتور ایالت نبراسکا در سنای ایالات متحده آمریکا بود.